# Церковь Симеона и Анны (Верхотурье)
Церковь Симеона и Анны (Симеоно-Анненская церковь) — надвратный православный храм в городе Верхотурье Свердловской области, в Верхотурском Николаевском монастыре. Памятник архитектуры федерального значения.

## История
Строительство храма над вратами Верхотурского Николаевского монастыря начато в 1855 году. Строился храм на вратами 1752 года постройки. Грамота на строительство положена архиепископом Пермским и Верхотурским Неофитом. Строительные работы завершены в 1856 году. В 1863 году храм освятил тот же архиепископ во имя святых Симеона Бороприимца и Анны Пророчицы.

## Архитектура
На двухэтажный кубический, кирпичный и побелённый объём со скошенными углами поставлен низкий четверик со скошенными же углами, увенчанный луковичной главой на глухом барабане. Прорезан широким арочным проходом. Усложнён тремя скруглёнными фронтончиками и миниатюрными главками, а также двумя пристройками: книжно-иконной лавки и сторожки.
На главном южном фасаде арка прохода выделена наборным порталом, над которым киот и пара симметрично расположенных окон украшены трёхчастным ордерным наличником. Его венчает пара спиралевидных завитков, охваченных зигзагом. Портал фланкируют трехчетвертные колонны, упирающиеся в антаблемент. Он намечен рядом балясин, прерываемым трёхчастным наличником. Выступы над колоннами прикрыты усечёнными пирамидками.
План первого этажа осевой симметричный: по обе стороны от сквозной арки размещены два помещения со скруглёнными торцами, в левом находится междуэтажная лестница. План второго этажа крестообразно симметричный: четыре помещения со скруглёнными торцами сообщаются с храмовым пространством через подпружные арки. Верхний световой четверик со скошенными углами перекрыт восьмилотковым сомкнутым сводом.